# 영 블랙 잭
《영 블랙 잭》(ヤング ブラック・ジャック 영 부랏쿠 쟛쿠[*])은 각본은 타바타 요시아키, 그림은 오오쿠마 유고가 맡은 일본의 만화이다. 테즈카 오사무가 창작한 만화 《블랙 잭》(ブラック・ジャック 부랏쿠 쟛쿠[*])를 원작으로 하는 만화로, 2011년부터 아키타 쇼텐의 만화 잡지 《영 챔피언》에서 연재 중이다.

## 개요
1960년대 블랙 잭의 과거를 그린 작품. 의대생 시절을 중심으로 그 시대에 실제로 일어났던 사건들이 나오며, 여러 가지 이유에 따라 무면허 수술을 하게 되는 과정이 그려진다.

## 같이 보기
- 블랙 잭 (만화)